# Jardines de Herrero Palacios
Los jardines de Herrero Palacios son uno de los jardines del Parque del Retiro de Madrid, situado en el lateral este del parque. Ocupan el espacio de la antigua Casa de Fieras del Retiro, tras su clausura en 1972, y deben su nombre al arquitecto español Manuel Herrero Palacios. Estos jardines están integrados dentro del Paisaje de la Luz, un paisaje cultural declarado Patrimonio de la Humanidad el 25 de julio de 2021.

## Localización
Ocupan el espacio de la antigua Casa de Fieras del Retiro de Madrid, tras su clausura en 1972. Están situados en el lateral este del Parque del Retiro, delimitado al norte por la Biblioteca Pública Municipal Eugenio Trías, al sur por los Jardines de Cecilio Rodríguez, al oeste por el Paseo de Fernán Núñez y al este por la Avenida Menéndez Pelayo, por la que se puede acceder hasta él a través de las Puertas de Herrero Palacios y del Doce de Octubre.

## Historia
El origen de los jardines de Herrero Palacios se encuentra en 1830, cuando el rey Fernando VII decidió crear en su Reservado, en el límite Oriental del parque, su zoológico particular y mandó construir el edificio conocido como Casa de Fieras. Tras el destronamiento de Isabel II, el Retiro pasó de ser una propiedad de la Familia Real, a ser un parque público.
Los jardines de Herrero Palacios deben su nombre al arquitecto municipal de Madrid Manuel Herrero Palacios, director de Parques y Jardines Municipales en los años 60, seguidor de Fernando García Mercadal y del jardinero mayor, Cecilio Rodríguez. En su transformación, este espacio ajardinado conservó las antiguas infraestructuras para los animales como zona de juegos, quitando la verja que delimitaba el recinto y manteniendo únicamente la primitiva puerta de entrada. Estas nuevas reformas fueron realizadas por el propio Herrero Palacios, siendo inaugurados los jardines el 29 de julio de 1976.

## Descripción
El jardín se organiza sobre dos ejes en cruz. Desde el acceso sur junto a la puerta de Herrero Palacios en la Avenida de Menéndez Pelayo, se encuentran los dos Estanques Gemelos de los Patos de la antigua Casa de Fieras, fechados aproximadamente entre 1918 y 1921, situados al norte de los Jardines de Cecilio Rodríguez.
En el paseo pergolado del eje norte-sur y en ambos extremos, se sitúan dos parejas de osos, figuras que nos remiten al uso que tuvo esta zona del parque desde el reinado de Fernando VII. Al sur, junto a la puerta de Herrero Palacios, los dos osos están tumbados, y al norte, sentados. El eje este-oeste tiene acceso desde la Puerta del Doce de Octubre. La puerta del antiguo Zoo de Madrid es la situada al noroeste, dedicada al arquitecto Herrero Palacios, tiene dos leones realizados alrededor de 1850, uno con la cabeza baja y el otro levantada y girada hacia el paseo. En el pilar de la derecha hay una lápida con el escudo de Madrid en reconocimiento a los servicios prestados por Herrero Palacios.
Todas las figuras de los jardines, los osos y los leones, están hechos de granito y con una técnica no demasiado refinada, como si estuvieran proyectados para ser vistos manteniendo cierta distancia.